# Dyplomacja gospodarcza
Dyplomacja gospodarcza – realizacja działań zmierzających do podniesienia pozycji międzynarodowej państwa poprzez szeroko rozumianą promocję interesów gospodarczych kraju jako całości (m.in. poprzez negocjację i podpisywanie porozumień i umów handlowych, członkostwo w międzynarodowych i regionalnych organizacjach gospodarczych itp.) oraz partykularnych interesów poszczególnych jego podmiotowych elementów (poszukiwanie partnerów zagranicznych dla firm krajowych, promocja narodowych eksporterów i przyciąganie zagranicznych inwestycji) przez przedstawicieli państwa – profesjonalnych dyplomatów gospodarczych.

## Dyplomacja gospodarcza a dyplomacja handlowa
Literatura przedmiotu wyodrębnia dwa rodzaje dyplomacji, których meritum są sprawy związane z szeroko pojętą gospodarką i gospodarczym interesem państwa:
- dyplomację gospodarczą (ang. economic diplomacy) prowadzoną przez ministerstwo spraw zagranicznych oraz inne współodpowiedzialne za międzynarodową politykę ekonomiczną państwa ministerstwa jako dyplomację związaną z prowadzeniem i realizacją takich założeń polityki ekonomicznej jak np. działalność przedstawicielstw i delegacji państwowych przy międzynarodowych organizacjach gospodarczych (np. WTO, OECD czy UE). Dyplomaci gospodarczy monitorują również i składają odpowiednie raporty na temat polityki ekonomicznej w innych krajach oraz pełnią funkcję doradczą w zakresie kształtowania polityki gospodarczej swojego rządu[2];

- dyplomację handlową (ang. commercial diplomacy), którą można zdefiniować, jako działalność misji dyplomatycznych i innych wyspecjalizowanych agend rządowych, mającą na celu wspieranie krajowego sektora biznesu i finansów w ich dążeniu do osiągnięcia sukcesu rynkowego, a przez to osiągnięcie wzrostu krajowego dochodu narodowego i lepszej pozycji konkurencyjnej kraju. Dyplomacja handlowa, to także promocja handlu oraz napływu i odpływu bezpośrednich inwestycji zagranicznych. Ważnym aspektem działalności dyplomatów handlowych jest informowanie i pomoc w wykorzystaniu możliwości eksportowych i inwestycyjnych za granicą oraz organizowanie misji handlowych dla przedsiębiorców z kraju, a także międzynarodowych imprez targowo-wystawienniczych[3];

Z analizy przeprowadzonej przez Saner i Yiu wynika, iż głównym celem działalności dyplomatów gospodarczych jest wywieranie wpływu na międzynarodową politykę ekonomiczną poprzez koordynację działalności odpowiednich ministerstw, kształtowanie procesu negocjacji w międzynarodowych organizacjach gospodarczych oraz poprzez odpowiednią manipulację współudziałem pozapaństwowych podmiotów sceny międzynarodowej w realizacji obranej przez siebie strategii. Natomiast głównym zadaniem dyplomatów handlowych jest otwieranie zagranicznych rynków dla krajowych przedsiębiorstw, współudział w realizacji rządowych programów rozwoju gospodarczego kraju (w tym zwłaszcza współpracy gospodarczej z zagranicą), zapewnienie efektywnej promocji i kompetentnej informacji o możliwościach rozwoju współpracy gospodarczej z poszczególnymi krajami i ugrupowaniami, podejmowanie działań na rzecz napływu inwestycji zagranicznych, a także, podejmowanie działań interwencyjnych na szczeblu administracji rządowej w interesie krajowych firm i instytucji.
E. Molendowski i W. Polan stoją na stanowisku, iż jakkolwiek celowym wydaje się wyodrębnianie osobno dyplomacji gospodarczej i dyplomacji handlowej, w ujęciu zaprezentowanym przez Saner i Yiu, wystarczające jest używanie tylko jednego określenia – dyplomacja gospodarcza.
W literaturze przedmiotu pojawiają się również odniesienia do konkretnych obszarów gospodarki objętych aktywnością dyplomacji. Jednym z nich jest energetyka oraz dyplomacja energetyczna (ang. energy diplomacy). R. Hryniewiecki definiuje dyplomację energetyczną jako działalność wyspecjalizowanych struktur państwowych oraz koncernów energetycznych na rzecz realizacji polityki energetycznej państwa przy wykorzystaniu zasobów energetycznych. W dyplomacji energetycznej szczególną rolę odgrywają koncerny energetyczne – ekonomiczne grupy interesu. Ponadto kluczowe w tym obszarze są zasoby energetyczne np. surowce energetyczne, technologie, infrastruktura. Zasoby te pełnią bowiem rolę zarówno instrumentów realizacji polityki energetycznej, jak i są jej przedmiotem działania.